# Mundari (Volk)

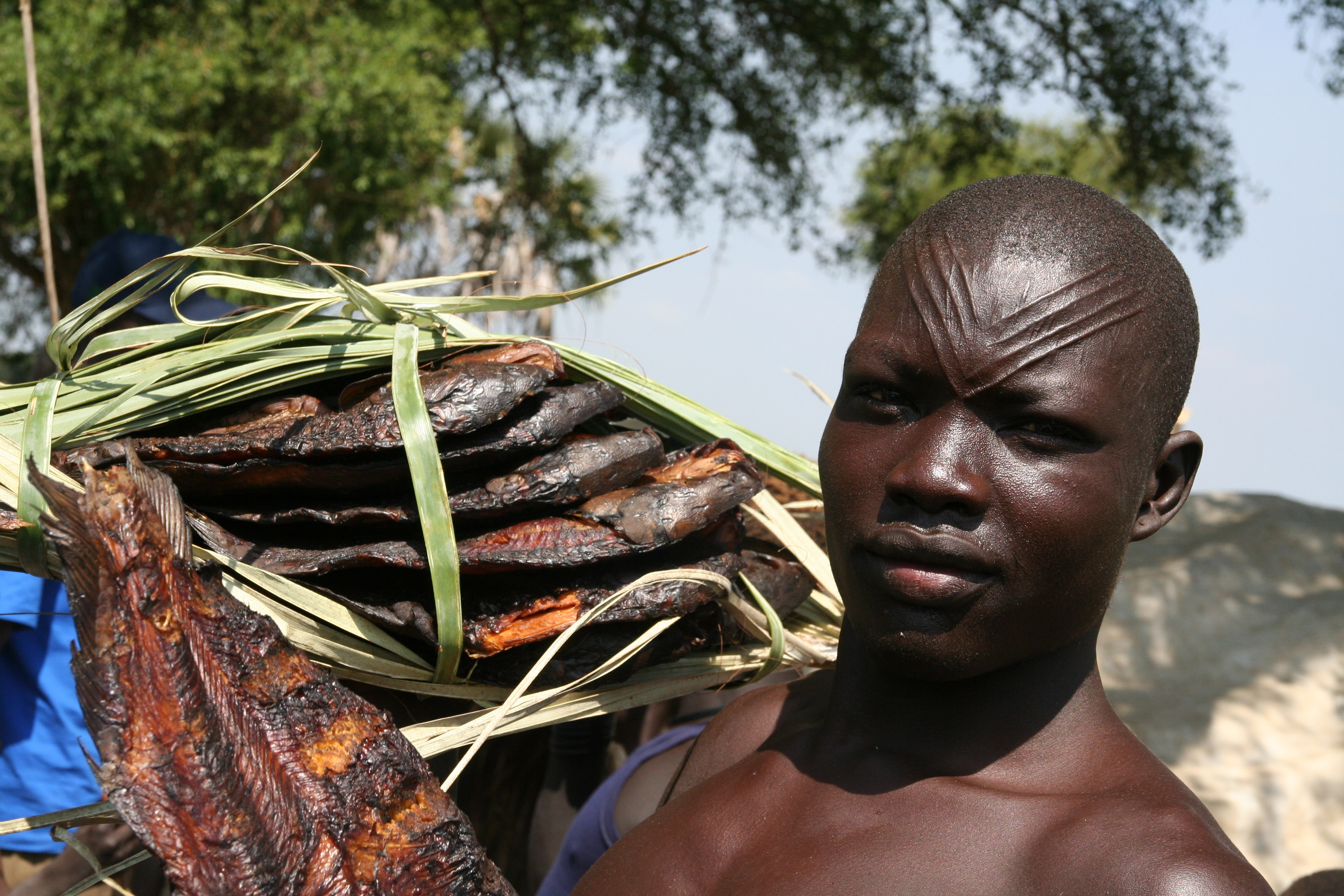
Ein Mundari-Fischer mit geräucherten Fischen in Terekeka, Zentral-Äquatoria

Die Mundari sind eine Volksgruppe in Südsudan, der etwa 70.000 bis 100.000 Menschen angehören. Sie sprechen einen Dialekt des Bari, einer nilotischen Sprache. Ihr Gebiet liegt am Weißen Nil in der Region Central Equatoria, wichtigste Ortschaften sind Terekeka, Tali und Tombe.
Die Mundari sind traditionell Agropastoralisten, die vor allem Sorghum, Mais, Erdnüsse und Simsim in Subsistenzwirtschaft anbauen und Rinder, Ziegen und Schafe in großer Zahl halten. Sie unterteilen sich in Clans, denen man durch die väterliche Abstammungslinie angehört. Politisch sind sie in unabhängigen Dörfern mit Oberhäuptern organisiert, deren Status erblich ist. Die traditionelle Religion der Mundari beinhaltet den Glauben an einen Gott Ngun.
Sie gehören zu drei Gruppen: die ursprünglichen Clans – deren Herkunft nicht näher bestimmt werden kann –, die Bora – die sich von den anderen Bari-sprechenden Gruppen getrennt haben sollen – und Gruppen, die später zuwanderten. Nachbarn der Mundari sind die Atwot- und Aliab-Dinka und die Moro im Westen und Nordwesten, die Bor-Dinka im Osten und Nordosten, die Bari im Süden und Südosten und die ebenfalls Bari-sprechenden Nyangwara im Südwesten. Die Beziehungen zu den Bor-Dinka sind wegen Konflikten um Viehdiebstähle und Land angespannt, mit den Bari und den Moro bestehen hingegen gute Beziehungen.
Im Bürgerkrieg wurde das Gebiet der Mundari vor allem Anfang der 1980er Jahre durch die SPLA in Mitleidenschaft gezogen, weswegen die Mundari eher auf Seiten der Regierung standen. Viele Mundari mussten wegen des Krieges ihre Dörfer verlassen und flohen vor allem in Städte wie Terekeka und Dschuba. Im Oktober 2009 starben bei Kämpfen zwischen Mundari und Bor-Dinka über 40 Menschen.